# Ormosia sentis
Ormosia sentis är en tvåvingeart som beskrevs av Alexander 1943. Ormosia sentis ingår i släktet Ormosia och familjen småharkrankar. Inga underarter finns listade i Catalogue of Life.